# Aeroportul Aghajari
Aeroportul Aghajari (IATA: AKW, ICAO: OIAG) este un aeroport din Omidiyeh, Central District⁠(d), Omidiyeh County⁠(d), Provincia Khuzestan⁠(d), Iran.
Situat la o altitudine de 27 m, aeroportul dispune de o singură pistă.